# Hubert Byrne
Hubert Byrne (1959. február 28. –) ír nemzetközi labdarúgó-játékvezető.

## Pályafutása

### Nemzetközi játékvezetés
Az Ír labdarúgó-szövetség Játékvezető Bizottsága (JB) terjesztette fel nemzetközi játékvezetőnek, a Nemzetközi Labdarúgó-szövetség (FIFA) 1995-től tartotta nyilván bírói keretében. Több nemzetek közötti válogatott és klubmérkőzést vezetett. Az ír nemzetközi játékvezetők rangsorában, a világbajnokság-Európa-bajnokság sorrendjében többedmagával a 10. helyet foglalja el 2 találkozó szolgálatával. Az aktív nemzetközi játékvezetéstől 2003-ban búcsúzott. Válogatott mérkőzéseinek száma: 2.

#### Világbajnokság
A világbajnoki döntőhöz vezető úton Dél-Koreába és Japánba a XVII., a 2002-es labdarúgó-világbajnokságra a FIFA JB bíróként alkalmazta.
| Időpont             | Helyszín                 | Mérkőzés típusa           | Mérkőzés                    | Eredmény | Nézők száma |
| ------------------- | ------------------------ | ------------------------- | --------------------------- | -------- | ----------- |
| 2001. szeptember 5. | Városi Stadion, Tórshavn | előselejtező (1. csoport) | Feröer-szigetek–Oroszország | 0 : 3    | 2 936       |

#### Európa-bajnokság
Az európai-labdarúgó torna döntőjéhez vezető úton Portugáliába a XII., a 2004-es labdarúgó-Európa-bajnokságra az UEFA JB játékvezetőként foglalkoztatta.
| Időpont           | Helyszín             | Mérkőzés típusa           | Mérkőzés              | Eredmény | Nézők száma |
| ----------------- | -------------------- | ------------------------- | --------------------- | -------- | ----------- |
| 2003. április 30. | Skonto Stadion, Riga | előselejtező (4. csoport) | Lettország–San Marino | 3 : 0    | 7 500       |

#### Nemzetközi kupamérkőzések

##### UEFA-bajnokok ligája
| Időpont             | Helyszín                    | Mérkőzés típusa         | Mérkőzés                                | Eredmény |
| ------------------- | --------------------------- | ----------------------- | --------------------------------------- | -------- |
| 2002. augusztus 15. | KÍ Saupin Stadion, Klaksvík | selejtező (1. mérkőzés) | KÍ Klaksvík (Feröer-szigetek)–Újpest FC | 2 : 2    |